# Sue Monk Kidd

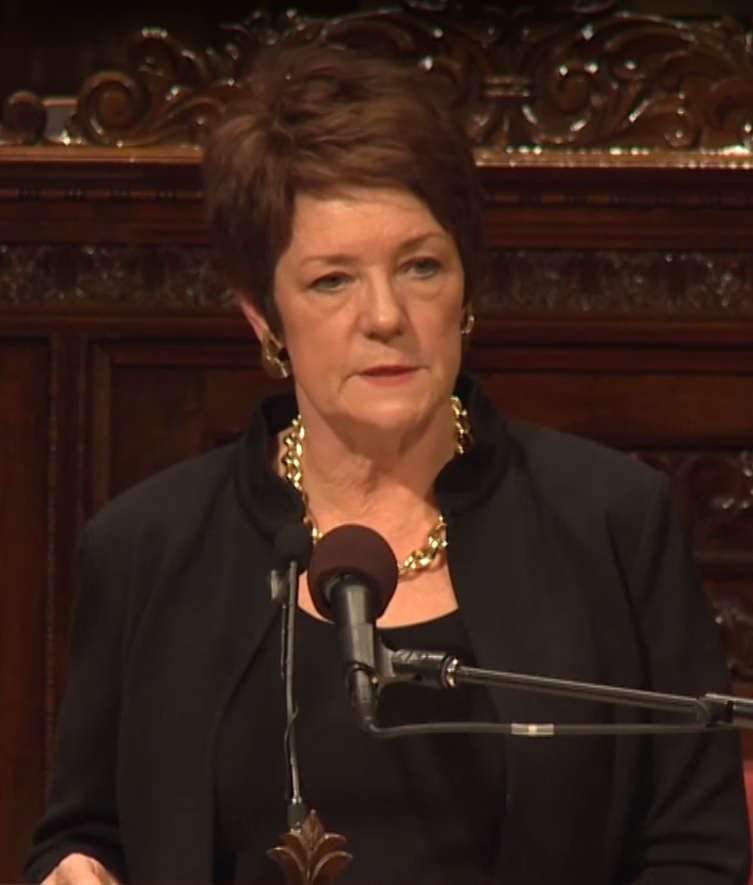
Sue Monk Kidd, 2014

Sue Monk Kidd (* 12. August 1948 in Sylvester, Georgia, USA) ist eine US-amerikanische Schriftstellerin.
Sie studierte Gesundheits- und Krankenpflege und arbeitete in diesem Bereich. Ihre ersten Schritte in Richtung Schriftstellerei begann sie mit einem Essay, der im Reader’s Digest abgedruckt wurde. Ihr erstes Buch God’s Joyful Surprise erschien 1988 und handelte von ihren spirituellen Erfahrungen als Christin.
Bekannt wurde sie erst 2002 durch ihr Buch The Secret Life of Bees (deutsch Die Bienenhüterin), das 2008 verfilmt wurde. Ihr zweites Buch The Mermaid Chair (deutsch Die Meerfrau) wurde unter dem Titel Das Geheimnis der Meerjungfrau ebenfalls verfilmt; die Filmrechte an The Invention of Wings (Die Erfindung der Flügel) aus dem Jahr 2014 sicherte sich Oprah Winfrey.